# Martín Garrido
Martín Gerardo Garrido Mayorga (* 9. November 1974 in Córdoba) ist ein argentinischer Radrennfahrer.

## Sportliche Laufbahn
Garrido gewann jeweils eine Etappe 2000 der Galicien-Rundfahrt, 2001 bei der Murcia-Rundfahrt und 2004 bei der Algarve-Rundfahrt. 2001 und 2002 startete er bei der Vuelta a España. Bei der Tour de Normandie 2005 entschied er den Prolog für sich und beendete die Rundfahrt auf dem dritten Rang. 2006 war er bei einer Etappe der Portugal-Rundfahrt als Erster im Ziel. Bei den Straßen-Radweltmeisterschaften in Salzburg im selben Jahr wurde bei ihm und seinem Landsmann Matías Médici ein erhöhter Hämatokrit festgestellt, und es wurde eine 15-tägige Schutzsperre verhängt.
Insgesamt gewann Garrido im Laufe seiner Radsportkarriere 13 Etappen bei verschiedenen Rundfahrten. 2008 gewann er die Tour de San Luis. 2008 belegte er bei der argentinischen Meisterschaft im Einzelzeitfahren Rang zwei, 2011 wurde er Dritter.

## Erfolge
2000
- eine Etappe Galicien-Rundfahrt

2001
- eine Etappe Murcia-Rundfahrt

2004
- eine Etappe Algarve-Rundfahrt

2006
- eine Etappe Portugal-Rundfahrt

2007
- eine Etappe Volta ao Santarém
- Prolog Portugal-Rundfahrt

2008
- Gesamtwertung, eine Etappe und Prolog Tour de San Luis
- eine Etappe Boucles de la Mayenne

## Teams
- 1999 Matesica Abóboda
- 2000–2001 Colchon Relax-Fuenlabrada
- 2002 Relax-Fuenlabrada
- 2004 Barbot-Gaia
- 2005–2007 Duja/Tavira
- 2008–2009 Palmeiras Resort-Tavira